# Mazières-de-Touraine
Mazières-de-Touraine é uma comuna francesa na região administrativa do Centro, no departamento Indre-et-Loire. Estende-se por uma área de 34,32 km². Em 2010 a comuna tinha 1 375 habitantes (densidade: 40,1 hab./km²).